# Sofía de Löwenstein-Wertheim-Rochefort
Sofía de Löwenstein-Wertheim-Rochefort (Neustadt am Main, 9 de agosto de 1814-Kreuznach, 9 de enero de 1876) fue una princesa alemana. 

## Biografía
Fue hija de Domingo Constatino, príncipe de Löwenstein-Wertheim-Rochefort; y su segunda esposa, la condesa María Crescencia de Königsegg-Rothenfels. Tuvo dos hermanos mayores: 
- Augusto Crisostomo Carlos de Löwenstein-Wertheim-Rosenberg (1808-1874), soltero
- Maximiliano Francisco de Löwenstein-Wertheim-Rosenberg (1810-1884), soltero.

Además, tuvo siete medio hermanos, fruto del primer matrimonio de su padre con Leopoldina de Hohenlohe-Bartenstein:
- Luisa Josefa de Löwenstein-Wertheim-Rochefort (1781-1785)
- Cristiana Enriqueta Polixena de Löwenstein-Wertheim-Rosenberg (1782-1811), desposó el 25 de julio de 1805 a Franz Thaddaus, II príncipe de Waldburg zu Zeil und Trauchburg.
- Carlos Tomás de Löwenstein-Wertheim-Rosenberg (1783-1849), desposó en 1799 a la condesa Sofía de Windisch-Grätz.
- Josefa Luisa de Löwenstein-Wertheim-Rochefort (1784-1789)
- Constantino Luis Carlos Francisco de Löwenstein-Wertheim-Rosenberg (1786-1844), desposó a su sobrina Leopoldina, la hija de su hermano Carlos Tomás
- Luisa Cristiana Carlota de Löwenstein-Wertheim-Rochefort (1788-1799)
- Guillermo Teodoro Luis Constantino de Löwenstein-Wertheim-Rosenberg (1795-1838), desposó morganáticamente en 1833 a Émilie David, creada baronesa de Habitzheim en 1838 por el Luis II, gran duque de Hesse; no tuvieron descendencia.

Contrajo primeras nupcias con el príncipe Francisco de Salm-Salm el 24 de marzo de 1841. El 21 de enero del año siguiente nacería la única hija del matrimonio, María Leonor (1842-1891). Francisco moriría el 31 de diciembre de ese mismo año, dejando viuda a Sofía.
Aproximadamente tres años después, el 3 de diciembre de 1845, la princesa Sofía contrajo un segundo matrimonio con el príncipe Carlos de Solms-Braunfels, protestante, en una unión que también fueron las segundas nupcias de este último. Su marido era entonces oficial en el ejército del Imperio austríaco y anteriormente había tenido una experiencia de colonización en Texas. En 1846 su marido dejaría el ejército austríaco pasando al del gran ducado de Hesse.
De su segunda unión con Carlos de Solms-Braunfels tendría cinco hijos, titulados príncipes de Solms-Braunfels y que serían educados como católicos:
- Luis (1847-1900)
- Eulalia (1851-1922), casada con el príncipe Eduardo de Ligne, hijo de Eugenio, príncipe de Ligne.
- María (1852-1882)
- Sofía (1853-1869)
- Alejandro (1855-1926)

La muerte de Carlos de Solms-Braunfels en 1875 dejó viuda a Sofía.
Sofía moriría en 1876 en su castillo de Rheingrafenstein en la localidad de Kreuznach.